# Epping (métro de Londres)
Epping est une station terminus de la branche Epping de la Central line, du métro de Londres, en zone 6. Elle est située, hors des limites du Grand Londres, sur la Station Road à Epping, district d'Epping Forest dans le comté de l'Essex.

## Histoire
La station, dénommée Epping, est mise en service le 24 avril 1865 par le Great Eastern Railway.
Elle devient une station du métro de Londres le 25 septembre 1949.

## Services aux voyageurs

### Desserte

Installations et desserte
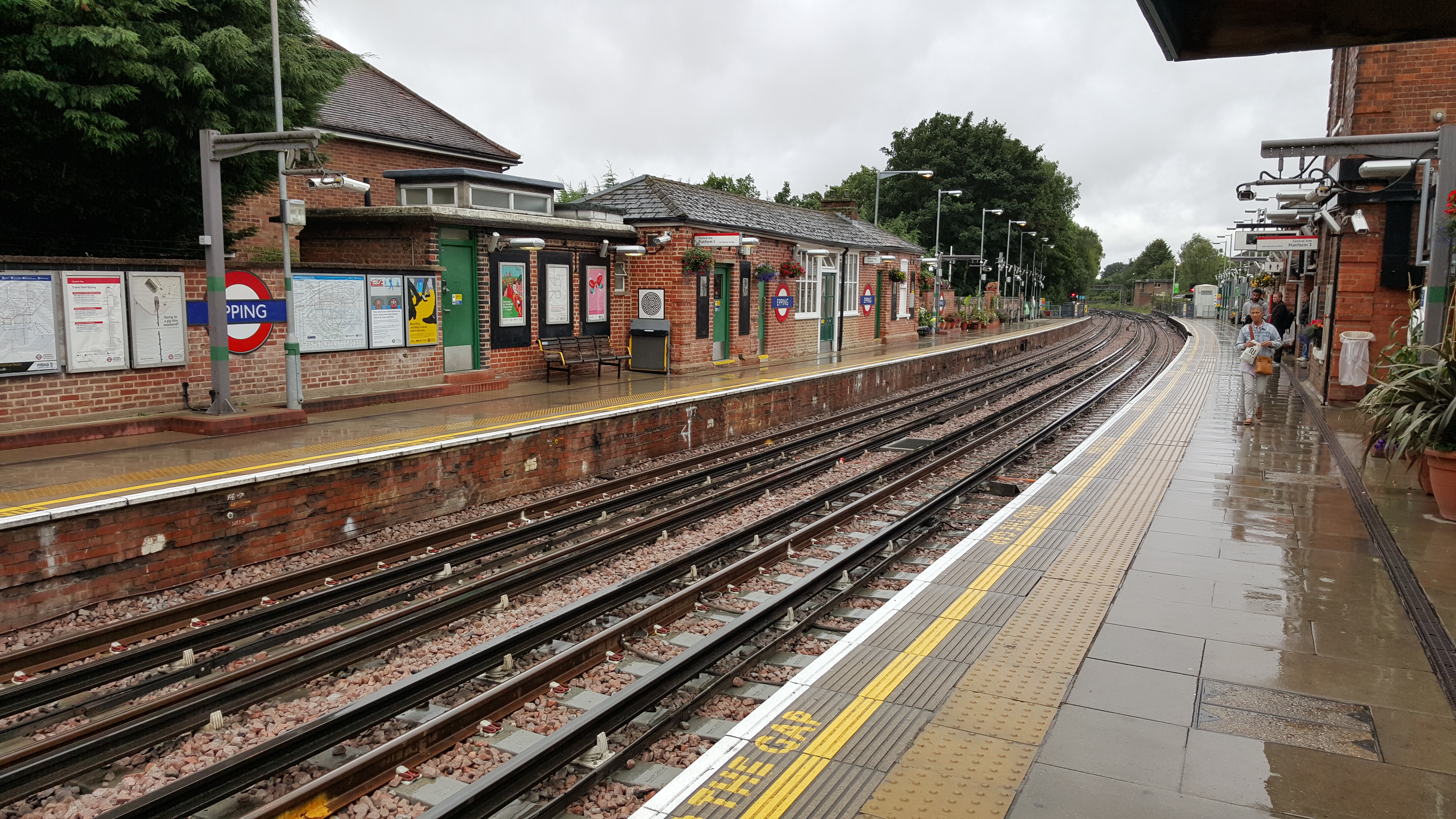
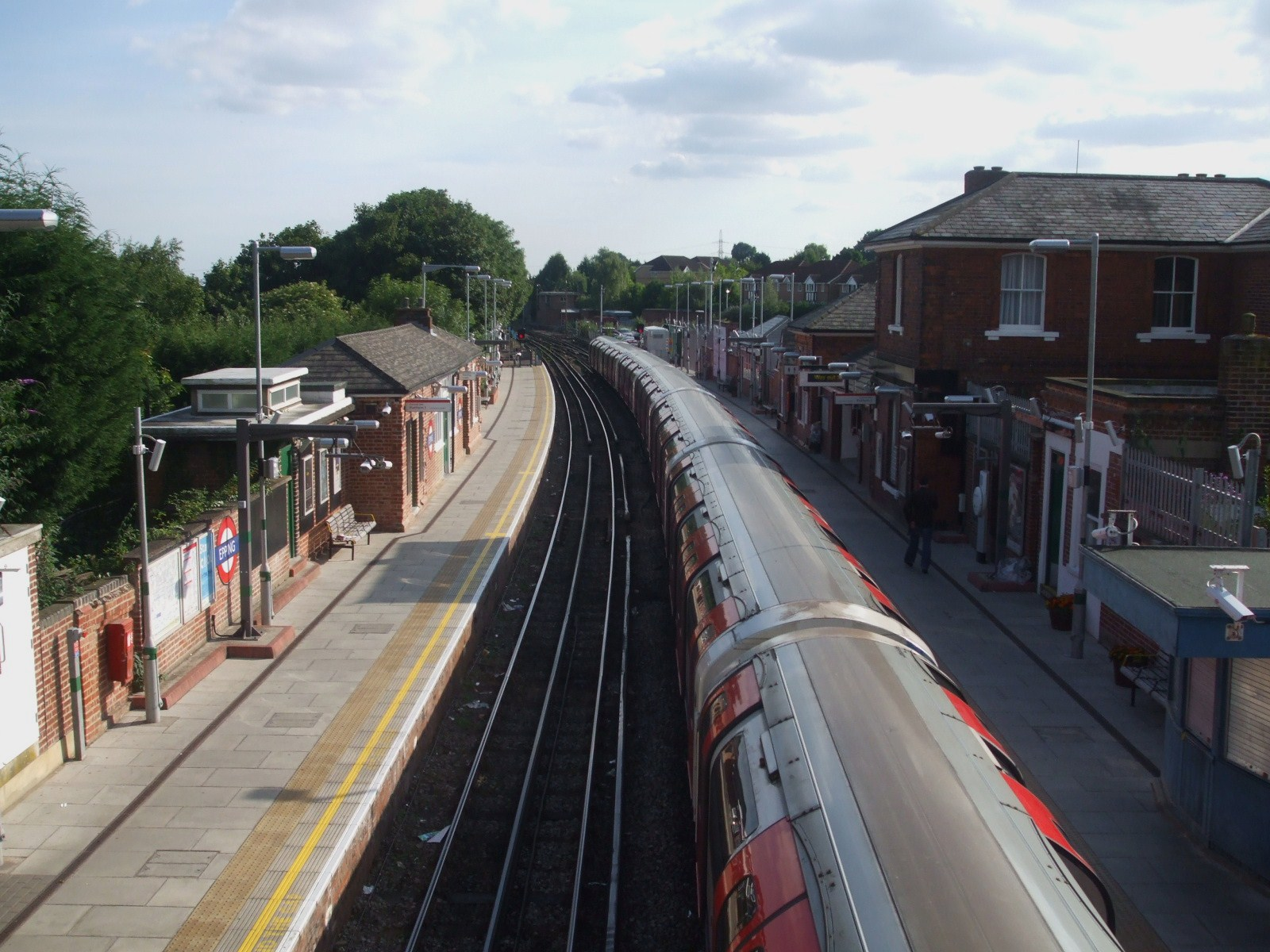
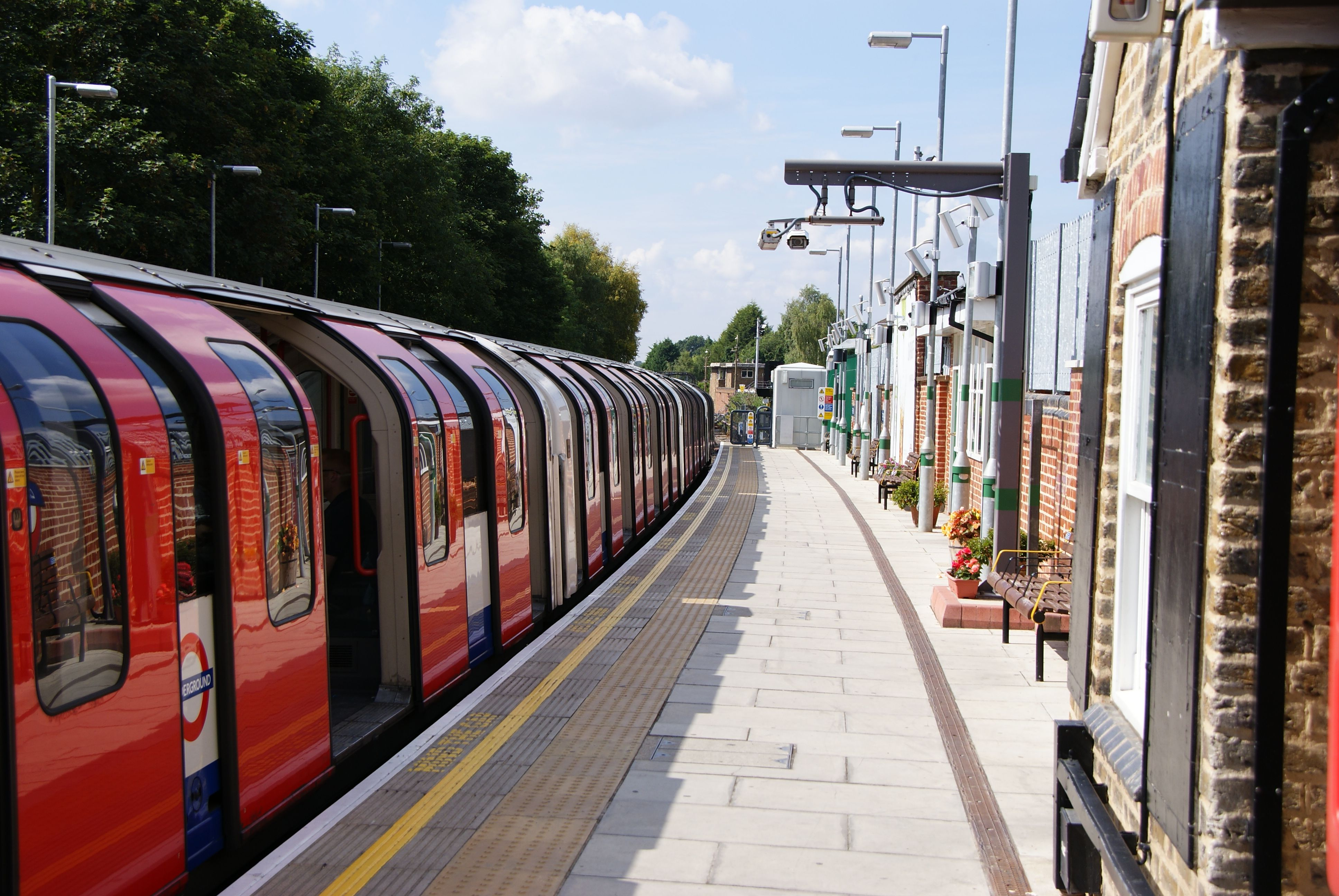

## À proximité
- Epping